# Elderslie, New South Wales
Elderslie este o suburbie în Sydney, Australia.